# Leo Boivin
Leo Joseph Boivin, född 2 augusti 1932 i Prescott, Ontario, död 16 oktober 2021 i Brockville, Ontario, var en kanadensisk ishockeytränare och professionell ishockeyspelare som tillbringade 19 säsonger i den nordamerikanska ishockeyligan National Hockey League (NHL), där han spelade för ishockeyorganisationerna Toronto Maple Leafs, Boston Bruins, Detroit Red Wings, Pittsburgh Penguins och Minnesota North Stars. Han producerade 322 poäng (72 mål och 250 assists) samt drog på sig 1 192 utvisningsminuter på 1 150 grundspelsmatcher. Han spelade också på lägre nivå för Pittsburgh Hornets i American Hockey League (AHL).
Efter spelarkarriären var Boivin talangscout för North Stars (1970-1972), tränare för Ottawa 67's (1972-1974), talangscout (1974-1986), assisterande tränare (1975-1976) och tränare (1976 och 1977-1978) för St. Louis Blues och talangscout för Hartford Whalers (1986-1993).
Han blev invald i Hockey Hall of Fame 1986.

## Statistik
| 1949–1950  | Port Arthur Bruins    | TBJHL      | 18   | 4  | 4   | 8   | 32   | 5  | 0 | 3  | 3  | 10 |
| 1950–1951  | Port Arthur Bruins    | TBJHL      | 20   | 16 | 11  | 27  | 37   | 13 | 3 | 6  | 9  | 28 |
| 1951–1952  | Toronto Maple Leafs   | NHL        | 2    | 0  | 1   | 1   | 0    | —  | — | —  | —  | —  |
|            | Pittsburgh Hornets    | AHL        | 30   | 2  | 3   | 5   | 32   | 10 | 0 | 1  | 1  | 16 |
| 1952–1953  | Toronto Maple Leafs   | NHL        | 70   | 2  | 13  | 15  | 97   | —  | — | —  | —  | —  |
| 1953–1954  | Toronto Maple Leafs   | NHL        | 58   | 1  | 6   | 7   | 81   | 5  | 0 | 0  | 0  | 2  |
| 1954–1955  | Toronto Maple Leafs   | NHL        | 7    | 0  | 0   | 0   | 8    | —  | — | —  | —  | —  |
|            | Boston Bruins         | NHL        | 59   | 6  | 11  | 17  | 105  | 5  | 0 | 1  | 1  | 4  |
| 1955–1956  | Boston Bruins         | NHL        | 68   | 4  | 16  | 20  | 80   | —  | — | —  | —  | —  |
| 1956–1957  | Boston Bruins         | NHL        | 55   | 2  | 8   | 10  | 55   | 10 | 2 | 3  | 5  | 12 |
| 1957–1958  | Boston Bruins         | NHL        | 33   | 0  | 4   | 4   | 54   | 12 | 0 | 3  | 3  | 21 |
| 1958–1959  | Boston Bruins         | NHL        | 70   | 5  | 16  | 21  | 94   | 7  | 1 | 2  | 3  | 4  |
| 1959–1960  | Boston Bruins         | NHL        | 70   | 4  | 21  | 25  | 66   | —  | — | —  | —  | —  |
| 1960–1961  | Boston Bruins         | NHL        | 57   | 6  | 17  | 23  | 50   | —  | — | —  | —  | —  |
| 1961–1962  | Boston Bruins         | NHL        | 65   | 5  | 18  | 23  | 70   | —  | — | —  | —  | —  |
| 1962–1963  | Boston Bruins         | NHL        | 62   | 2  | 24  | 26  | 48   | —  | — | —  | —  | —  |
| 1963–1964  | Boston Bruins         | NHL        | 65   | 10 | 14  | 42  | —    | —  | — | —  | —  |    |
| 1964–1965  | Boston Bruins         | NHL        | 67   | 3  | 10  | 13  | 68   | —  | — | —  | —  | —  |
| 1965–1966  | Boston Bruins         | NHL        | 46   | 0  | 5   | 5   | 34   | —  | — | —  | —  | —  |
|            | Detroit Red Wings     | NHL        | 16   | 0  | 5   | 5   | 16   | 12 | 0 | 1  | 1  | 16 |
| 1966–1967  | Detroit Red Wings     | NHL        | 69   | 4  | 17  | 21  | 78   | —  | — | —  | —  | —  |
| 1967–1968  | Pittsburgh Penguins   | NHL        | 73   | 9  | 13  | 22  | 74   | —  | — | —  | —  | —  |
| 1968–1969  | Pittsburgh Penguins   | NHL        | 41   | 5  | 13  | 18  | 26   | —  | — | —  | —  | —  |
|            | Minnesota North Stars | NHL        | 28   | 1  | 6   | 7   | 16   | —  | — | —  | —  | —  |
| 1969–1970  | Minnesota North Stars | NHL        | 69   | 3  | 12  | 15  | 30   | 3  | 0 | 0  | 0  | 0  |
| NHL totalt | NHL totalt            | NHL totalt | 1150 | 72 | 250 | 322 | 1192 | 54 | 3 | 10 | 13 | 59 |
| AHL totalt | AHL totalt            | AHL totalt | 30   | 2  | 3   | 5   | 32   | 10 | 0 | 1  | 1  | 16 |